# Legalna blondynka 2
Legalna blondynka 2 (Legally Blonde 2: Red, White & Blonde) – amerykańska komedia, kontynuacja przygód przebojowej prawniczki Elle Woods, w którą ponownie wcieliła się Reese Witherspoon.
Potwierdzono powstanie trzeciej części filmu, która ma ukazać się w maju 2022 roku.

## Obsada
- Reese Witherspoon – Elle Woods
- Sally Field – Victoria Rudd
- Bob Newhart – Sidney Post
- Luke Wilson – Emmett Richmond
- Ruth Williamson  – Madeline Kroft
- Lauren Cohn – Amy
- Jennifer Coolidge – Paulette Bonafonté
- Regina King – Grace Stoteraux
- Jessica Cauffiel – Margot
- Alanna Ubach – Serena McGuire
- Elizabeth Beckwith – Mira
- Tané McClure – Pani Woods
- Mary Lynn Rajskub – Renna Guliani
- James Read – ojciec Elli

## Opis fabuły
Elle Woods po ukończeniu studiów na Harvardzie pracuje dla prestiżowej kancelarii prawniczej, przygotowuje się do ślubu z Emmetem. Gdy dowiaduje się, że jeden z największych klientów firmy wykorzystuje matkę jej ukochanego pieska Bruistera w laboratorium do testów kosmetyków, sprzeciwia się takim praktykom i zostaje wyrzucona z pracy. Oburzona Elle wyrusza do Waszyngtonu, aby walczyć tam na rzecz ochrony praw zwierząt. Wypowiada otwartą wojnę koncernowi i popierającym go politykom.

## Box office
| Świat | US$ 124.914.842 |